# Teatr „Bagatela” im. Tadeusza Boya-Żeleńskiego

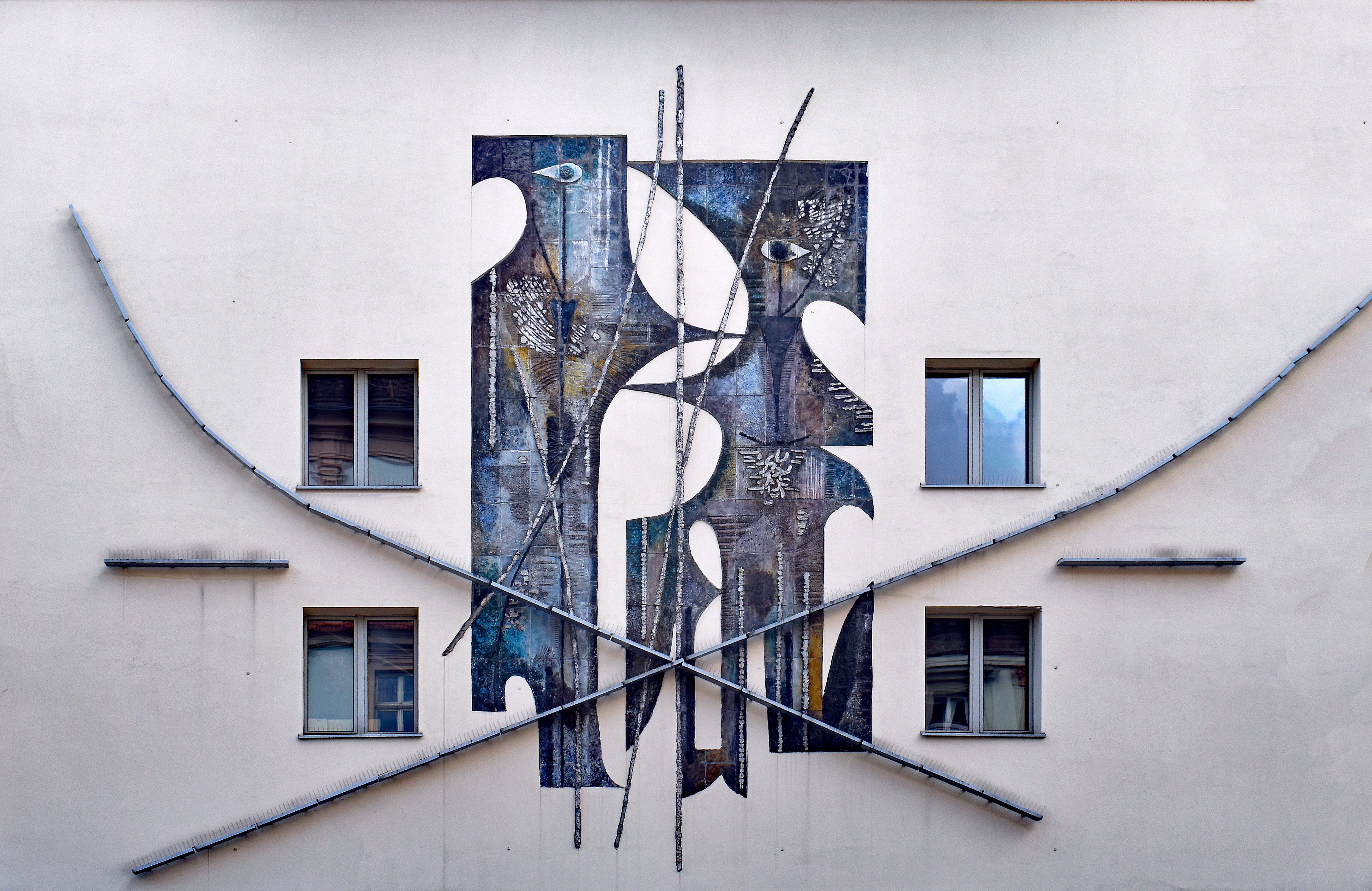
Mozaika od strony ul. Karmelickiej

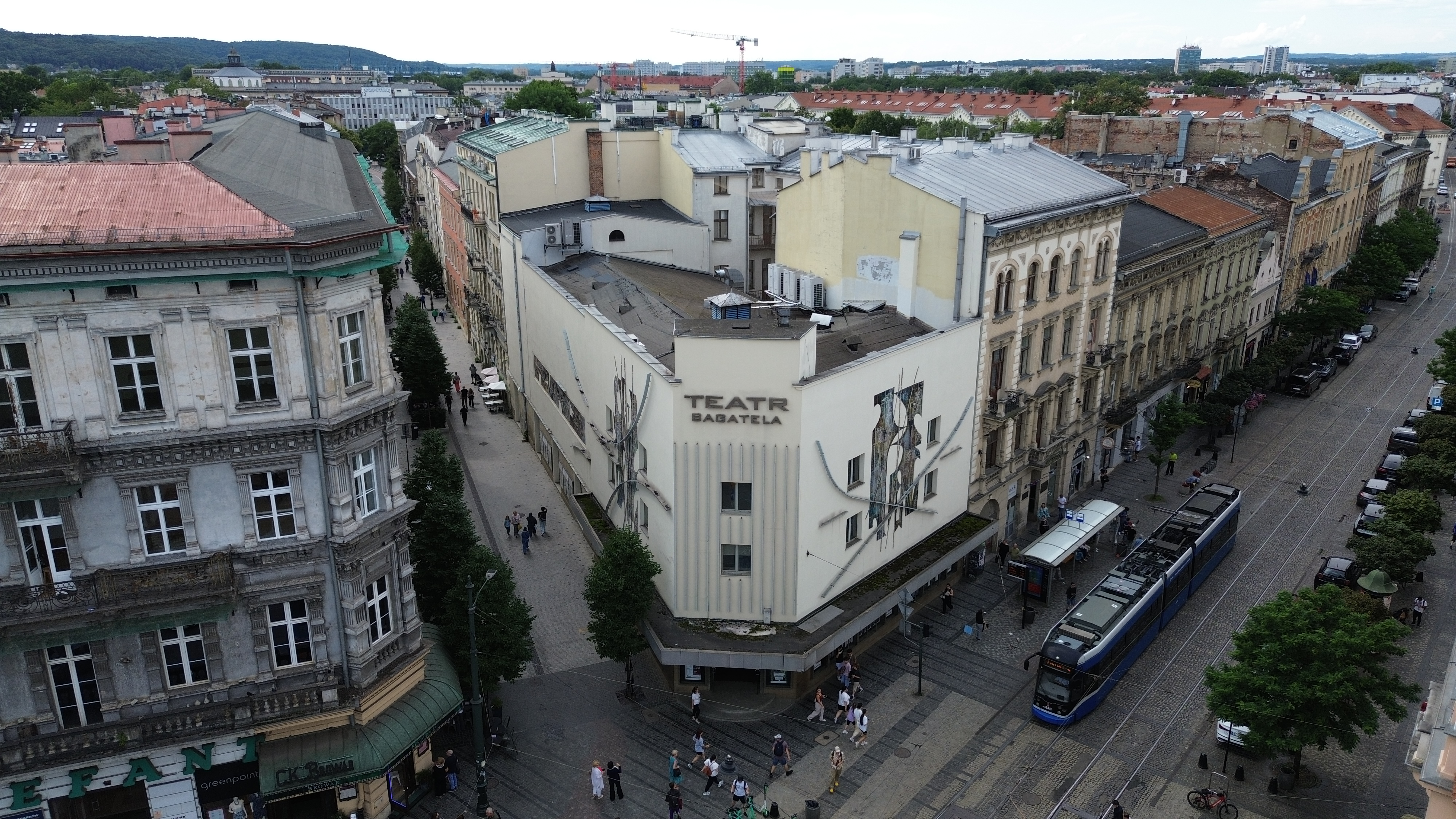
Teatr Bagatela (2025)

Teatr „Bagatela” im. Tadeusza Boya-Żeleńskiego – teatr w Krakowie znajdujący się przy ul. Karmelickiej 6 na rogu z ul. Krupniczą 1.

## Historia
Historia Teatru „Bagatela” sięga roku 1918, kiedy Marian Dąbrowski, wydawca i redaktor dziennika „Ilustrowany Kurier Codzienny”, zainicjował powstanie sceny. Budynek zaprojektował w latach 1918–1919 architekt Janusz Zarzecki, wnętrza zaprojektował malarz i dekorator Henryk Uziembło. 25 października 1919 odbyła się uroczystość poświęcenia sceny.
W 1926 na skutek trudności finansowych przekwalifikowano teatr na kino. Pożar, jaki wybuchł w nocy 6 na 7 kwietnia 1928, całkowicie zniszczył wnętrze. W 1938 gmach zmodernizowano według projektu Fryderyka Tadaniera i nazwano „Scala”. Było to najbardziej eleganckie kino Krakowa. Twórcą i właścicielem tego kinoteatratu był Franciszek Moszkowicz.
W latach 1946–1948 mieścił się tutaj Teatr Kameralny. Od 1949 roku Państwowy Teatr Młodego Widza. W 1957 powstał w tym miejscu Teatr Rozmaitości. W 1970 roku powrócono do nazwy Bagatela, a w 1972 nadano mu imię Tadeusza „Boya” Żeleńskiego.
Fasady budynku teatru zdobią abstrakcyjne ceramiki, wykonane w 1967 roku w Spółdzielni Pracy Przemysłu Ludowego i Artystycznego „Kamionka” w Łysej Górze a zaprojektowane przez Witolda Skulicza.

### Scena przyul. Józefa Sarego7
W budynku tym mieściła się kiedyś loża masońska, Kasyno Oficerów WP Wyznania Mojżeszowego, a potem magazyn Cricoteki.
Dnia 7 maja 2004 roku rozpoczęła w nim działalność kameralna scena Teatru Bagatela, znajduje się tam sala prób oraz sala widowiskowa. Spektaklem inaugurującym działalność Sceny była sztuka Sibylle Berg Pies, Kobieta, Mężczyzna w reżyserii Andrzeja Majczaka.
Scena ma prezentować kameralne, małoobsadowe spektakle młodych reżyserów i dramaturgów.

### Dyrektorzy
Lista wymaga uzupełnienia
- Marian Dąbrowski (1919–1925?)
- Maria Biliżanka (1958–1963)
- Halina Gryglaszewska (1963–1971)
- Jan Paweł Gawlik (1968–1970, kierownik literacki)
- Mieczysław Górkiewicz (1971–1979, dyrektor i kierownik artystyczny)
- Kazimierz Wiśniak (1981–1982, kierownik artystyczny)
- Kazimierz Wiśniak (1982–1986, dyrektor naczelny i artystyczny)
- Władysław Winnicki (1985–1998, dyrektor naczelny)
- Tadeusz Kwinta (1986–1990, dyrektor artystyczny)
- Bogdan Grzybowicz(inne języki) (1990–1993, dyrektor artystyczny)
- Nina Repetowska (1993–1998, dyrektor artystyczny)
- Krzysztof Orzechowski (1997–1999)
- Henryk Jacek Schoen (1 września 1999–31 stycznia 2020, dyrektor naczelny i artystyczny)
- Andrzej Wyrobiec (od 2020, dyrektor naczelny)
- Krzysztof Materna (od 2020, dyrektor artystyczny)

## Aktorzy
- Krzysztof Bochenek
- Jakub Bohosiewicz
- Przemysław Branny
- Urszula Grabowska
- Aleksandra Godlewska
- Agnieszka Grochowicz
- Marcin Kobierski
- Alina Kamińska
- Alicja Kobielska
- Grzegorz Kliś
- Tomasz Kot
- Anna Krakowiak
- Wojciech Leonowicz
- Marek Litewka
- Katarzyna Litwin
- Ewa Mitoń
- Tomasz Obara
- Małgorzata Piskorz
- Maurycy Popiel
- Piotr Różanski
- Sławomir Sośnierz
- Dariusz Starczewski
- Ewelina Starejki
- Przemysław Tejkowski
- Dariusz Toczek
- Magdalena Walach
- Juliusz Krzysztof Warunek
- Witold Surówka
- Krystyna Stankiewicz